# Pinguicula potosiensis
Pinguicula potosiensis este o specie de plante carnivore din genul Pinguicula, familia Lentibulariaceae, ordinul Lamiales, descrisă de F. Speta și Amp; F. Fuchs. Conform Catalogue of Life specia Pinguicula potosiensis nu are subspecii cunoscute.

## Galerie

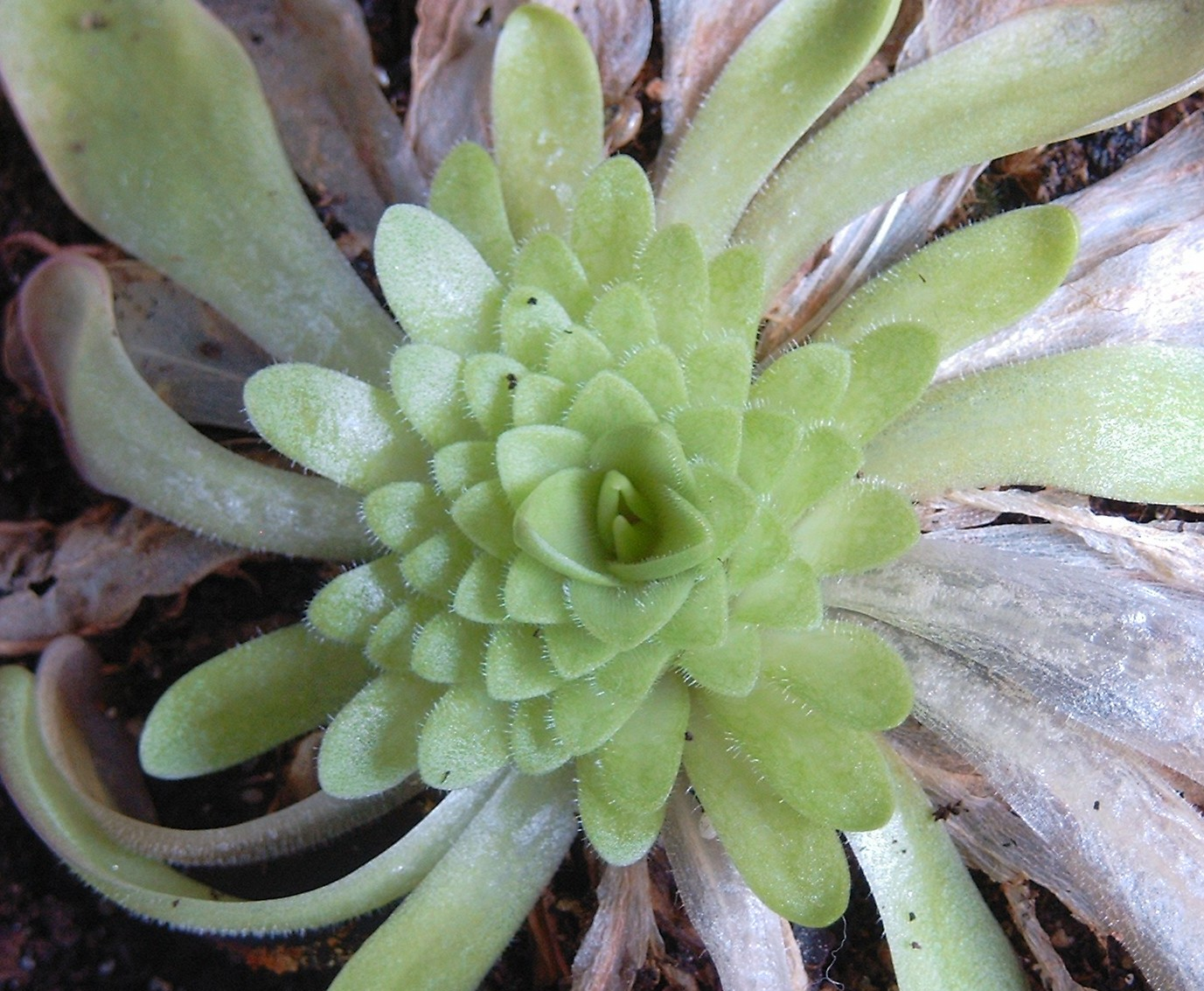
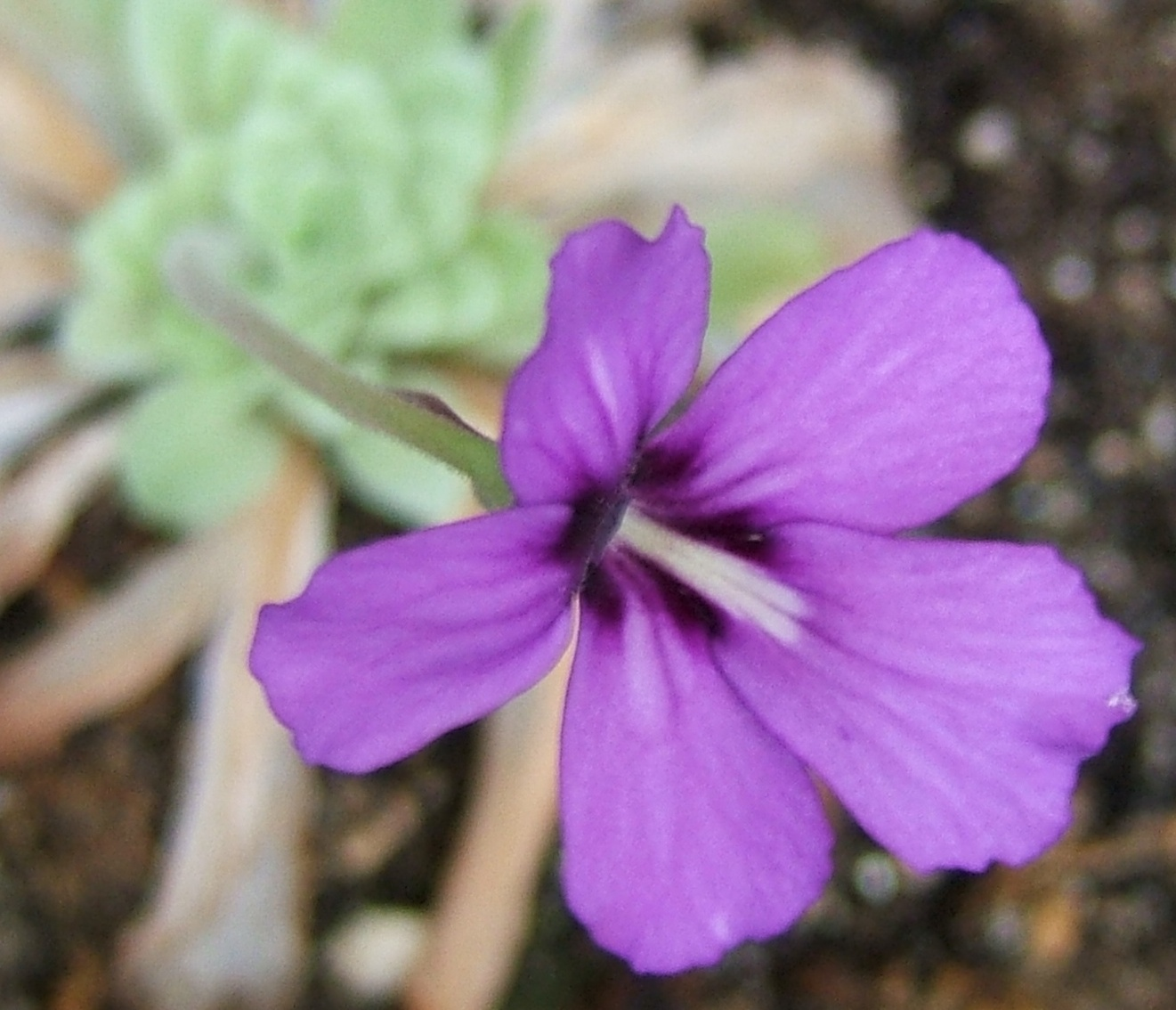